# Azmanite
Azmanite (Bulgaars: Азманите) is een dorp in Bulgarije. Het is gelegen in de gemeente Trjavna, oblast Gabrovo en telt 4 inwoners (2008).